# Меллери, Ксавье
Ксавье Меллери (фр. Xavier Mellery) — бельгийский художник-символист.

## Биография

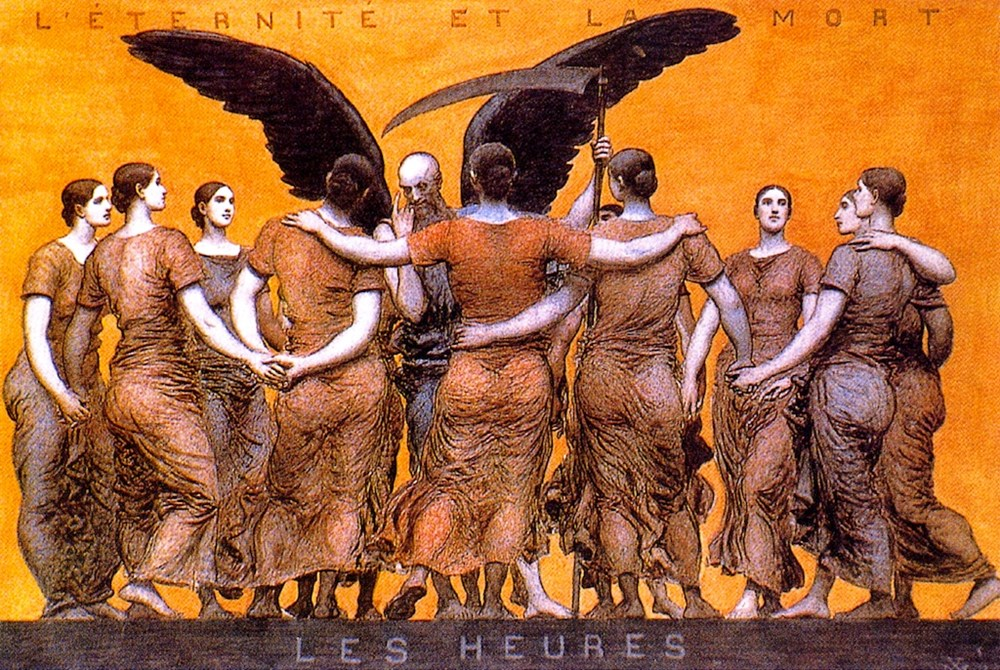
Аллегория времени

Ксавье Меллери родился в семье садовника, работавшего в Королевском дворце Лакена. Учился живописи в брюссельской Академии изящных искусств с 1860 по 1867 год, в том числе и у профессора Жана-Франсуа Портеля. В 1870 году Меллери завоёвывает бельгийскую Большую Римскую премию и в 1871 году уезжает через Германию в Италию, где изучает искусство Ренессанса. Будучи в Венеции, молодой художник открывает для себя Карпаччо, в Риме — античные статуи и Сикстинскую капеллу.
Вернувшись в Бельгию, Меллери получает заказ Шарля де Костера на иллюстрацию произведений последнего и, для его исполнения, уезжает на голландский остров Маркен, где во 2-й половине XIX столетия ещё сохранялись старинные наряды и обычаи. О творчестве Меллери этого времени напоминает его сухой, строгий, почти экспрессионистский стиль.
После 1885 года художник интересуется настенной живописью и аллегорическими полотнами в стиле Пюви де Шаванна. Меллери входит в группу «XX» и выставляет свои работы в Салоне Розы + Креста. Его мечтой было украсить скучные, официальные и правительственные здания Брюсселя своими фресками, однако осуществить это не удалось. Разочарованный, художник возвращается к станковой живописи и создаёт произведения, полные Тайны и Поэзии. Меллери называет эти свои серии Жизнь вещей и Душа вещей.
Как предтеча символизма, был учителем и вдохновителем творчества Фернана Кнопфа.

## Галерея
- Полотна Меллери